# کفش آرنی-۱
کفش آرنی-۱ (به ارمنی: Արենի 1 կոշիկ) یک کفش ۵۵۰۰ ساله چرمی است که در سال ۲۰۰۸ میلادی در شرایط عالی در مجموعه غار آرنی-۱ واقع در استان وایوتس‌جور ارمنستان کشف شد. این کفش یک کفش چرمی یک‌تکه است که قدمت آن چند صد سال بیشتر از کفشی است که به همراه اوتسی مرد یخی یافت شده بود و در نتیجه به قدیمی‌ترین پاپوش چرمی شناخته شده جهان تبدیل شد.
یک پاپوش خیلی قدیمی‌تر، یک کفش راحتی ۱۰۰۰۰ ساله است که از الیاف درمنه بزرگ ساخته شده و در غار Fort Rock در ایالت اورگن ایالات متحده آمریکا کشف شد.